# 신화국 백자청화 묘지
신화국 백자청화 묘지(申華國 白磁靑畵 墓誌)는 충청북도 진천군 이월면 노원리에 있다. 1982년 12월 17일 충청북도의 민속문화재 제7호로 지정되었다.

## 개요
묘지(墓誌)는 죽은 사람의 이름과 태어나고 죽은 일시, 행적과 무덤 방향 등을 적어 무덤 안에 묻은 돌이나 도판에 새긴 글로 광지(壙誌)라고도 한다.
이 묘지는 신화국의 무덤 안에 들어있던 것인데, 신화국은 임진왜란 때 선조를 의주까지 모셨고 병조판서를 지내기도 한 신잡선생의 아버지이다.
묘지는 백자합과 같이 출토되었으며, 3개가 모두 직사각형의 사기판이다. 흰 바탕에 파란색 글씨로 신화국의 선조와 후손들의 업적을 기록해 놓았는데, 그 형태나 글씨가 잘 보존되어 있다.

## 참고 문헌
- 신화국 백자청화 묘지 - 국가유산청 국가유산포털